# Folie à Deux
Folie A Deux (рус. Один психоз на двоих) — четвёртый студийный альбом американской рок-группы Fall Out Boy, вышедший 10 декабря 2008 года на лейбле Island Records. Как и в случае с их предыдущими двумя альбомами From Under the Cork Tree (2005) и Infinity on High (2007), музыка к нему была написана вокалистом и гитаристом Патриком Стампом, а тексты — басистом Питом Венцем. Участники группы считали этот альбом самым крупным проектом-коллаборацией с другими исполнителями. К записи нескольких треков пластинки были привлечены музыканты Panic! at the Disco и рэпер Лил Уэйн.
В отличие от их предыдущих релизов, запись альбома проходила в относительной секретности с июля по сентябрь 2008 года. Лирику этого альбома составляли композиции, связанные с разрушающими отношениями, моральными дилеммами и недостатками общества, многие из которых имели политическую окраску. Стиль альбома отошел от ранних эмо-пауэр-аккордов и перешёл к более широкому разнообразию жанров. Помимо приглашения некоторых артистов для записи Folie à Deux, были использовали инструменты и техника записи, ранее незнакомые группе. Для промоушена альбома группа запустила вирусную кампанию в стиле «Большого брата» под названием «Граждане за улучшения», и приступила к обширному гастрольному графику.
Folie à Deux дебютировал на восьмой строчке американского чарта Billboard 200, разошедшись тиражом более 149 000 копий за первую неделю продаж, хотя и стал менее коммерчески успешным, чем «Infinity on High». Альбом получил положительные отзывы критиков, многие из которых сосредоточились на творческих моментах и смешении стилей, в то время как другие выразили обеспокоенность тем, что он был чрезмерно толерантным, чего совсем не ожидали от Fall Out Boy. По состоянию на 2013 год в Соединенных Штатах было продано более 449 000 копий альбома.

## История создания
Fall Out Boy начали писать материал для будущего альбома вскоре после выхода в 2007-м «Infinity on High». В марте 2008 года группа почти попала в Книгу рекордов Гиннесса как единственный музыкальный коллектив, выступивший на всех семи континентах за девять месяцев. Последней точкой должен быть стать концерт для группы ученых в Антарктиде. Однако из-за плохой погоды группа не смогла вылететь в Антарктиду из чилийского Пунта-Аренаса. Несмотря на эту неудачную попытку, этот опыт придал группе прилив энергии и вдохновил на написание большего количества материала. И к моменту работы на студии, оказалось, что материала для предварительного отсеивания действительно слишком много. Июнь 2008 года Fall Out Boy провели в доме продюсера Нила Эврона, где был сформирован список из трёх-четырёх композиций, которые и станут основой будущего альбома. Ведущий вокалист и гитарист Патрик Стамп, а также басист и автор текстов Пит Венц приступили к воплощению высказанных идей в течение следующего месяца. Венц вспоминал, что процесс был таким же, как обычно: «Я прихожу к Патрику домой, и он как бы просто сидит там и играет песни, а я такой: "Ах, эта песня потрясающая!"».
Работу над подготовкой материала для нового альбома притормозил выпуск кавер-версии композиции Майкла Джексона «Beat It» в качестве сингла. Звукозаписывающая компания хотела, чтобы помимо записи, группа сняла и музыкальное видео для дальнейшего продвижения. До записи альбома Стамп пришёл в студию с намерением быть менее «потакающим своим желаниям» полагая, что в предыдущем релизе он и так исполнял доминирующую роль. Он хотел больше сосредоточиться на создании целостного альбома, в котором будут сочетаться воедино все звуки и голоса участников, вместо того чтобы его вокал был на первом плане. По совету Нила Эврона, который продюсировал две последние пластинки Fall Out Boy, квартет решает не усложнять музыку на Folie à Deux в противовес многослойному звучанию «Infinity on High». Группа постоянно давала интервью об альбоме ещё до того, как была записана хотя бы одна нота, что привело к неправильным представлениям о том, как будет звучать пластинка. Сначала ходили слухи, что альбом будет состоять исключительно из акустической фолк-музыки, в то время как другие источники позже утверждали, что он будет насыщен рэп-роком.

## Запись и продюсирование
После выхода альбома «Infinity on High» внимание прессы к группе было ошеломительным, поэтому процесс записи новой пластинки участники старались сильно не афишировать. У Патрика Стампа была готова музыка для 50 треков. Предполагалось, что Folie à Deux будет сильно отличаться от трёх предыдущих альбомов Fall Out Boy, которые были взаимосвязаны музыкально и тематически; Стамп описал новый релиз как «нашу первую за долгое время просто старую добрую пластинку [...] и песни, в которых много свободы». Однако сессии оказались довольно сложными для группы. Стамп назвал процесс создания альбома «болезненным», отметив, что он и Венц ссорились по многим вопросам, приведя в пример случай, когда «я бросил что-то через всю комнату из-за перехода от мажора к минору». При создании предыдущих альбомов гитарист Джо Троман чувствовал, что ему и барабанщику Энди Хёрли не хватает творческой свободы, потому что Стамп и Венц слишком сильно контролировали рабочий процесс. «Я чувствовал: "Чувак, это больше не моя группа". В этом никто не виноват, и я не хочу, чтобы так казалось. Это был скорее личный комплекс, который я выработал после прочтения разных статей. Тяжело слышать: "Джо и Энди просто пассажиры"». Чтобы исправить ситуацию, Троман встретился со Стампом, чтобы поделиться своими опасениями, и это привело к положительному результату и плодотворному сотрудничеству над Folie à Deux. «Это заставило меня почувствовать, что мой вклад в наше творчество стал более внушительным. Это по-настоящему взволновало меня, и помогло мне найти свою роль в группе», — вспоминал Троман.
Группа намеренно сократила количество времени, отведенное на запись альбома, и не уведомила свой лейбл о начале работы над пластинкой. Участники надеялись, что эти шаги вернут их к тем дням, когда они были молодой, небогатой группой, которой нужно было закончить альбом до того, как закончатся деньги. «Когда мы начинали, в этом творческом процессе было что-то действительно интересное», — объяснял Стамп. «Чем больше у вас времени, тем больше у вас возможностей для излишеств». Он чувствовал, что процесс напоминал запись «Take This to Your Grave», потому что оба альбома создавались по принципу «первая мысль — самая лучшая». «Я думаю, мы пытались найти то же самое настроение, но уже сейчас, спустя много времени и с четырьмя взрослыми Fall Out Boys». Троман назвал процесс записи «весёлым, потому что он был совместным творчеством», но трудным, потому что они очень спешили.
В сентябре группа всё ещё заканчивала работу над записью треков с приглашёнными артистами — Брендоном Ури из Panic! at the Disco и Фарреллом Уильямсом. Группа очень хотела поработать с Канье Уэстом, но на это не хватило времени. Фаррелл записал биты, а Стамп добавил к ним вокал и мелодии для «w.a.m.s.». Решение о сотрудничестве с Элвисом Костелло, вылившееся в композицию «What a Catch, Donnie», было спонтанным. Группа прислала Костелло песню, и, хотя он в тот момент болел бронхитом, он решил принять участие. Стамп был особенно взволнован возможностью совместного творчества, поскольку Хёрли отмечал, что «Элвис - любимый музыкант, певец и автор песен Патрика». Венц чувствовал, что приглашение других известных артистов для участия в записи альбома было необходимо, чтобы передать послание альбома: «Это очень похоже на мюзикл, где у каждого персонажа своя особая роль, поэтому каждый голос звучит наиболее осмысленно... Определенные реплики должны быть переданы определенными способами».

## Композиция

### Музыка
Folie à Deux продолжил дело в плане экспериментов со звучанием, начатым Fall Out Boy в работе над предыдущим альбомом «Infinity on High». Солист и гитарист Патрик Стамп снова выступил в качестве основного композитора и попытался создать мелодии, которые перекликались бы с темами текстов Венца. По мере того, как менялось лирическое содержание в новых ракурсах по сравнению с предыдущими работами группы, музыкальный стиль, который формировала другие участники группы, также эволюционировал. По этому поводу Троман говорил: «Мы же не обещали: "Мы хотим выйти за рамки", это совсем не так. Мы просто хотели попробовать что-нибудь покруче. Альбом по-прежнему звучит как Fall Out Boy. Там длинные припевы. Но вы не можете делать одно и то же на каждой пластинке».
В композициях этого альбома можно услышать большее разнообразие инструментов, отсутствовавших в предыдущих релизах группы, включая синтезатор, струнные и барабанный секвенсор. Критики отметили сходство между альбомом и арена-роком 1980-х годов. Джоуи Розен из Rolling Stone отмечает, что «Здесь они ещё больше раскрывают свою фанковую сторону: Стамп становится одной из самых невероятных звёзд голубоглазого соула в мире, вдыхая жизнь в классические последовательности аккордов R & B и щеголяя своим гибким голосом». Троман черпал вдохновение из творчества Queen, создавая гитарные гармонии, соответствующие вокалу Стампа на пластинке, хотя раньше чаще обращался к Metallica, Prince и The Rolling Stones. Также он интерпретирует джазовую гитарную интерлюдию в «w.a.m.s.», которую сравнивают со Steely Dan.
Скрытый трек «Lullabye» — акустическая баллада в стиле Боба Дилана, написанная как колыбельная для сына Венца, Бронкса Маугли. Лия Гринблатт из Entertainment Weekly охарактеризовала новый альбом «Ненадёжным призывом водных быков» как «громогласный гитарный гимн, состоящий из органа свадебного марша, грохочущих барабанов и гибкого вокала певца Патрика Стампа». В «Coffee's for Closers» барабанщик Энди Хёрли примешивает ударные марширующего оркестра. Первый сингл «I Don't Care» можно описать как «диско-рокабилли», содержащий повторяющийся блюзовый рифф на протяжении всей композиции; а вокальное исполнение Стампа в треке сравнивают с Джоном Ли Хукером.
«Headfirst Slide into Cooperstown on a Bad Bet» является ярким воплощением основной темы альбома о резких сменах настроения, и «начинается с массивной ударной партии и скрипящих обработанных гитар, усиливается духовой секцией из четырех частей, а затем переходит к простой, мрачной фортепианной партии», — пишет Джеймс Монтгомери из MTV. «What a Catch, Donnie», написанная под влиянием Элтона Джона, — фортепианная баллада, в которой фоном выступает струнная секция. В концовке композиции звучат голоса Брендона Ури, Александра Делеона, Трэви Маккоя, Гейба Сапорта, Элвиса Костелло и Уильяма Беккета, исполняющих фрагменты других треков Fall Out Boy. Бэк-вокал в «America's Suitehearts» сравнили с The Beatles. Стивен Томас Эрлевайн из AllMusic отмечал: «Fall Out Boy собрали в свой пятый альбом всё: камео суперзвезд и коллег, их так много, что Лил Уэйн и Дебби Харри едва слышны; громоподобные ритмы арены-рока и ультра-гладкие риффы в стиле хэйр-метал; намёки на соул и R&B». Критики описали альбом как пауэр-поп, поп-рок, поп, R&B, поп-панк и альтернативный рок.

### Текст
Как и в работе над предыдущими альбомами, тексты песен для Folie à Deux писал Пит Венц. О результатах его творчества высказался коллега по группе Стамп: «Он полностью превзошел самого себя на этом альбоме. И он даже не знает, насколько хороши его тексты». Венц, несмотря на обилие ярких событий в его личной жизни (женитьба на Эшли Симпсон, рождение сына Бронкса), в работе над релизом, напротив, постарался сместить фокус с личной фигуры в сторону окружавшего мира. Впервые на альбоме Folie à Deux Fall Out Boy отходят от линии автобиографичности, потому как музыканты считают, что формат «теряет свой блеск», потому что «все так делают». Основные темы композиций на альбоме, тем не менее, остаются прежними: любовь и отношения, моральные дилеммы, политика и социальные проблемы, а также такие понятия, как доверие и неверность, ответственность и обязательства. Стамп назвал Folie à Deux «записью-посланием», цель которого показать «танец материализма между двумя сторонами, одержимыми друг другом, будь то девочки-подростки и производители сумок, политики и лоббисты или таблоиды и звёзды». Folie à Deux это также тест на самоиронию для американской культуры, ведь многие тексты представляют собой откровенную сатиру. Тем не менее, хотя альбом содержит внушительный политический подтекст, группа попыталась избежать предельной откровенности в этих темах, оставив многие тексты открытыми для интерпретации слушателей.
Венц назвал «I Don't Care» «гимном нарциссизма», обращённым к поколению с кратковременным вниманием. Он продолжил исследование этой темы и в «(Coffee's for Closers)», как объяснил Стамп: «Последнее десятилетие было полностью посвящено "мне". Это полностью о том, что "О, мне грустно. Я хочу этого. Я знаю кое-кого, кто знает этого человека. Я, я, я, я, я", — вот о чём эта песня». Кроме того, в «America's Suitehearts» поднята тема зацикленности общества на знаменитостях и желание не позволять им делать ничего плохого. «27» исследует гедонистический образ жизни, распространенный в рок-н-ролльной музыке. Название является отсылкой к Клубу 27, известных музыкантов, включая Дженис Джоплин, Курта Кобейна и Джима Моррисона и других, которые умерли в возрасте 27 лет. Венц чувствовал, что ведёт такой же опасный образ жизни, и был «в восторге» от того, что дожил до своего 28-го Дня рождения. Стамп добавил: «Там были часы обратного отсчёта и всё такое. Я помню, наш менеджер позвонил мне на 28-й день рождения Пита и закричал: "У нас получилось!"».

## Список композиций
| №   | Название                                          | Длительность |
| --- | ------------------------------------------------- | ------------ |
| 1.  | «Disloyal Order of Water Buffaloes»               | 4:17         |
| 2.  | «I Don’t Care»                                    | 3:34         |
| 3.  | «She’s My Winona»                                 | 3:51         |
| 4.  | «America’s Suitehearts»                           | 3:34         |
| 5.  | «Headfirst Slide into Cooperstown on a Bad Bet»   | 3:54         |
| 6.  | «The (Shipped) Gold Standard»                     | 3:19         |
| 7.  | «(Coffee’s for Closers)»                          | 4:35         |
| 8.  | «What a Catch, Donnie»                            | 4:51         |
| 9.  | «27»                                              | 3:12         |
| 10. | «Tiffany Blews» (при участии Лил Уэйна)           | 3:44         |
| 11. | «w.a.m.s.»                                        | 4:38         |
| 12. | «20 Dollar Nose Bleed» (при участии Brendon Urie) | 4:17         |
| 13. | «West Coast Smoker»                               | 2:46         |

## История релиза
| Страна         | Дата            |
| -------------- | --------------- |
| Япония         | 10 декабря 2008 |
| Австралия      | 13 декабря 2008 |
| Великобритания | 13 декабря 2008 |
| США            | 16 декабря 2008 |

## Критика
На сайте Metacritic альбом имеет рейтинг 73/100, основанный на 21 отзыве музыкальных критиков.